# Dick Farley
Richard L. "Dick" Farley (Winslow, Indiana, 13 de abril de 1932-Fort Wayne, Indiana, 1 de octubre de 1969) fue un jugador de baloncesto estadounidense que jugó tres temporadas en la NBA. Con 1,93 metros de estatura, lo hacía en la posición de escolta.

## Trayectoria deportiva

### Universidad
Jugó durante cuatro temporadas con los Hoosiers de la Universidad de Indiana, en las que promedió 9,6 puntos por partido, En 1953 formó parte del equipo que consiguió el título de campeón de la NCAA, tras batir en la final a Kansas por un solo punto, 69-68. Esa temporada y la siguiente fue incluido en el mejor quinteto de la Big Ten Conference.

### Profesional
Fue elegido en la decimoquinta posición del Draft de la NBA de 1954 por Syracuse Nationals, donde en su primera temporada colaboró con 5,9 puntos y 2,4 rebotes por partido en la consecución del anillo de campeones de la NBA, tras derrotar en las Finales a Fort Wayne Pistons.
Jugó una temporada más con los Nats, antes de ver interrumpida su carrera por el servicio militar que cumplió en la Fuerza Aérea de los Estados Unidos. Regresó en 1958, siendo traspasado junto con Earl Lloyd a Detroit Pistons. Allí jugaría su última temporada como profesional, estadísticamente la mejor de todas, acabando con unos promedios de 7,0 puntos y 2,8 rebotes por partido.

## Estadísticas de su carrera en la NBA

### Temporada regular
| Temporada | Edad | Equipo             | Liga | P   | TIT | MIN  | TC  | TCA | %TC  | 3P | 3PA | %3P | TL  | TLA | %TL  | R.OF. | R.DEF. | REB | ASIS | ROB | TAP | PER | FP  | PTS |
| 1954-55   | 22   | Syracuse Nationals | NBA  | 69  |     | 16.1 | 2.0 | 5.1 | .385 |    |     |     | 2.0 | 2.9 | .677 |       |        | 2.4 | 1.6  |     |     |     | 2.1 | 5.9 |
| 1955-56   | 23   | Syracuse Nationals | NBA  | 72  |     | 19.8 | 2.3 | 6.3 | .373 |    |     |     | 2.0 | 2.9 | .691 |       |        | 2.3 | 2.1  |     |     |     | 2.1 | 6.7 |
| 1958-59   | 26   | Detroit Pistons    | NBA  | 70  |     | 18.3 | 2.5 | 6.4 | .395 |    |     |     | 2.0 | 2.7 | .737 |       |        | 2.8 | 1.8  |     |     |     | 1.9 | 7.0 |
| Total     |      |                    | NBA  | 211 |     | 18.1 | 2.3 | 5.9 | .384 |    |     |     | 2.0 | 2.8 | .700 |       |        | 2.5 | 1.8  |     |     |     | 2.0 | 6.5 |

### Playoffs
| Temporada | Edad | Equipo             | Liga | P  | MIN | TCA | TC  | 3PA | 3P | TLA | TL | R.OF. | REB | ASIS | ROB | TAP | PER | FP | PTS | %TC  | %3P | %FT   | MIN  | PTS  | REB | AST |
| 1954-55   | 22   | Syracuse Nationals | NBA  | 11 | 168 | 19  | 56  |     |    | 14  | 25 |       | 13  | 20   |     |     |     | 29 | 52  | .339 |     | .560  | 15.3 | 4.7  | 1.2 | 1.8 |
| 1955-56   | 23   | Syracuse Nationals | NBA  | 8  | 169 | 34  | 72  |     |    | 19  | 31 |       | 21  | 28   |     |     |     | 31 | 87  | .472 |     | .613  | 21.1 | 10.9 | 2.6 | 3.5 |
| 1958-59   | 26   | Detroit Pistons    | NBA  | 3  | 33  | 5   | 12  |     |    | 1   | 1  |       | 6   | 3    |     |     |     | 6  | 11  | .417 |     | 1.000 | 11.0 | 3.7  | 2.0 | 1.0 |
| Total     |      |                    | NBA  | 22 | 370 | 58  | 140 |     |    | 34  | 57 |       | 40  | 51   |     |     |     | 66 | 150 | .414 |     | .596  | 16.8 | 6.8  | 1.8 | 2.3 |